# ローズ・メジャーズ
ローズ・メジャーズ（Rose Mary Magers-Powell、1960年6月25日 - ）は、アメリカ合衆国の元女子バレーボール選手、指導者。ロサンゼルスオリンピック銀メダリスト。表記ゆれでローズ・メージャーズとも表記される。

## 来歴
テキサス州ビッグスプリング（英語版）出身。学生時代はヒューストン・クーガーズで活躍。1984年のロサンゼルスオリンピックでは、アリー・セリンジャー監督の下で銀メダルを獲得した。
日本のバレーボール日本リーグでも活躍した。ロサンゼルスオリンピック後の1984年に日本電気に入団し、第21回日本リーグでは優勝に大きく貢献してMVPを獲得する。通算6シーズン在籍しチームの中心選手として活躍した。また1991年から2シーズンはダイエー監督であったアリー・セリンジャーの下でコーチを務めた。
現在は、テネシー州のマーティン・メソジスト大学（英語版）で監督を務めている。

## 球歴
- 1984年 - ロサンゼルスオリンピック銀メダル

## 受賞歴
- 第18回日本リーグ - 猛打賞
- 第19回日本リーグ - スパイク賞、ベスト6
- 第20回日本リーグ - 敢闘賞、スパイク賞、ベスト6
- 第21回日本リーグ - MVP、ブロック賞、ベスト6
- 第23回日本リーグ - ベスト6

## 参考
- ローズ・メジャーズ - Olympedia（英語）